# محن صيني في الصين
محن صيني في الصين (بالفرنسية: Les Tribulations d'un Chinois en Chine)، (بالإنجليزية: Tribulations of a Chinaman in China) هي رواية من تأليف الروائي جول فيرن صدرت عام 1879. تتحدث الرواية عن صيني ثري اسمه «كين فو» الذي قرر أن ينتحر بسبب مصائب حلت في أعماله التجارية.